# Reposoir de la barque
Un reposoir de la barque ou une chapelle-reposoir est un édifice cultuel situés à l'intérieur du naos ou placés le long des voies processionnelles. Lors des grandes fêtes religieuses, les reposoirs de la barque accueillaient provisoirement la barque portative contenant la statue du dieu ou du roi.